# Сологуб, Фёдор Кузьмич
Фёдор Кузьми́ч Сологу́б (настоящая фамилия — Тетерников; 17 февраля (1 марта) 1863, Санкт-Петербург — 5 декабря 1927, Ленинград) — русский поэт, писатель, драматург, публицист, переводчик.
Видный представитель декадентского направления в русской литературе и русского символизма.

## Биография

### Ранние годы (1863—1882)
Фёдор Тетерников родился в Санкт-Петербурге в семье портного, бывшего крестьянина Полтавской губернии Кузьмы Афанасьевича Тетерникова и Татьяны Семёновны, крестьянки Петербургской губернии. Через два года родилась сестра писателя, Ольга. Семья жила бедно, положение усугубилось, когда отец Фёдора умер в 1867 году. Мать была вынуждена вернуться «одной прислугой» (то есть на все виды работ) в семью Агаповых, петербургских дворян, у которых она служила прежде. В доме семьи Агаповых в Матятинском переулке прошло всё детство и отрочество будущего писателя. Мать Фёдора считала главным средством воспитания порку, жестоко наказывая сына за малейшую провинность или оплошность. Этим она сформировала у него ярко выраженный садомазохистский комплекс, оказавший значительное влияние на творчество.
Первые дошедшие до нас законченные стихотворения начинающего поэта датируются 1877 годом. Годом ранее Фёдор Тетерников поступил во Владимирское городское училище, через год перешёл в Рождественское городское училище. В 1879 году поступил в Петербургский учительский институт, где учился и жил на полном пансионе четыре года. Окончив институт в июне 1882 года, он вместе с матерью и сестрой уехал в северные губернии — сначала в Крестцы, затем в Великие Луки (в 1885 году) и Вытегру (в 1889 году), где учительствовал десять лет.

### Служба в провинции (1882—1892)
В Крестцах (Новгородская губерния) Сологуб три года преподавал математику в Крестецком народном училище. В течение трёх лет пребывания в Крестцах поэт написал стихотворения «Ариадна» (1883), «Я из училища пришёл», «Просёлок» (1883), «Пошёл мне год уже двадцать второй»(1884), «Пятью восемь — сорок» (1885), начал работу над романом (будущие «Тяжёлые сны»), занявшую почти десятилетие. Первой публикацией молодого поэта стала басня «Лисица и Ёж», напечатанная в петербургском детском журнале «Весна» 28 января 1884 года за подписью «Те-рников». Ещё два стихотворения были опубликованы в 1889 году в еженедельнике «Свет»: «Детское пенье» («Я слушаю детское пенье …») и «Я полюбил. Мечтою чистой …») (№ 138, 20 июня). Систематически на страницах периодики имя Ф. Тетерникова стало появляться с 1890 года.
Осенью получил новое назначение — в приготовительный класс Вытегорской учительской семинарии. Поэт мечтал вернуться в Санкт-Петербург, но лишь осенью 1892 года он был определён учителем Рождественского городского училища на Песках.

### Петербург (1893—1906)

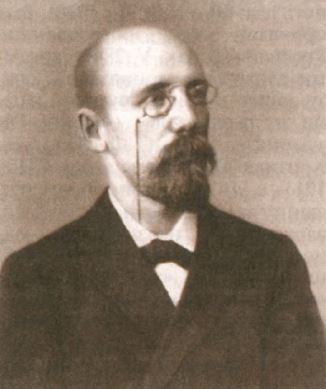
Ф. К. Сологуб (1895)

Эстетические принципы декадентства Сологуб сформулировал в статье «Не постыдно ли быть декадентом» (1896). В конце 1900-х — 1910-х годах совместно с женой, Ан. Н. Чеботаревской, сотрудничал с рядом издательств: «Дешёвая библиотека», «Универсальная библиотека», «Всемирная литература», «Мысль», «Academia». Журнал «Северный вестник» сыграл особую роль в биографии Сологуба. Именно в нём он стал широко публиковаться в 1890-х годах: помимо стихотворений, были напечатаны первые рассказы, роман, переводы из Верлена, рецензии. И собственно сам псевдоним «Фёдор Сологуб» был придуман в редакции журнала по настоянию Минского. Волынский предложил «Соллогуб» — фамилию, в то время вызывавшую ассоциацию с известным аристократическим родом, к которому принадлежал беллетрист Владимир Соллогуб; для отличия в псевдониме убрали одну букву «л». В печати псевдоним «Ф. Сологуб» впервые появился в 1893 году в апрельском номере журнала «Северный вестник» под стихотворением «Творчество». С 1894 года подписывал «Фёдор Тетерников» только произведения публицистического характера.
В 1896 году выходят первые три книги Фёдора Сологуба: «Стихи, книга первая», роман «Тяжёлые сны» и «Тени» (объединённый сборник рассказов и второй книги стихов). Все три книги Сологуб издал сам небольшим, обычным по тем временам, тиражом.
Роман «Тяжёлые сны» был начат в Крестцах ещё в 1883 году. Крепкий реализм «Тяжёлых снов», рисующий бытовые картины провинции, сочетается с призрачной, одурманивающей атмосферой полуснов, полуяви, наполненными эротическими грёзами и приступами страха. Роман писался долго и был окончен только в Санкт-Петербурге в 1894 году.
В апреле 1897 года между редакцией «Северного вестника» и Сологубом произошёл раскол. Писатель стал сотрудничать с журналом «Север». В начале 1899 года Сологуб перевёлся из Рождественского в Андреевское городское четырёхклассное училище на Васильевском острове. В нём он до 1 июля 1907 года служил не только учителем, но и инспектором, с полагающейся по статусу казённой квартирой при училище (Васильевский остров, угол 7-й линии и Днепровского переулка, дом 20/2).
В 1904 году вышли Третья и Четвёртая книги стихов, собравшие под одной обложкой стихи рубежа веков. «Собрание стихов 1897—1903» явилось своего рода рубежом между декадентством и последующим символизмом Сологуба, в котором утвердились символы Сологуба-поэта. При этом в декадентстве и символизме Сологуба не было резкого и дисгармоничного нагромождения эстетических парадоксов или нарочитой таинственности, недосказанности. Напротив, Сологуб стремился к предельной ясности и чёткости — как в лирике, так и в прозе.
Сложным периодом в творчестве Сологуба явились 1902—1904 годы. Одно за другим сменяются его вдохновения и философские настроения, обогащая его лирику новыми образами, символами, которые затем будут неоднократно вызываться в собственной творческой системе. «В самом стиле его писаний есть какое-то обаяние смерти, — писал Корней Чуковский. — Эти застывшие, тихие, ровные строки, эта, как мы видели, беззвучность всех его слов — не здесь ли источник особенной сологубовской красоты, которую почуют все, кому дано чуять красоту?». Особо ярко символ «смерти утешительной» выразился в рассказах, которые составили вышедшую в сентябре 1904 года книгу «Жало смерти». Главными героями книги были дети или подростки. В отличие от «Теней», первой книги рассказов (1896), общее безумие отступает перед манящей, не столько ужасной, сколько действительно «утешительной» смертью. В это же время у поэта происходит обращение к сатане, но в нём видится не проклятье и отрицание Бога, а тождественная противоположность, необходимая и так же помогающая тем, кто в ней нуждается. Философия Сологуба того времени наиболее полно была выражена им в эссе «Я. Книга совершенного самоутверждения», опубликованном в феврале 1906 года в журнале «Золотое руно». Последовательно исходя из своей философии, Сологуб затем пишет мистерии «Литургия Мне» (1906), «Томления к иным бытиям» (1907) и приходит к идее «театра одной воли» и своему заветному символу — «творимой легенде». С богоборчеством того периода связан поэтический миф о Змии — «Змей небесный», «злой и мстительный Дракон» — так нарекается солнце, воплощающее зло и земные тяготы в цикле «Змий» и прозе 1902—1906 гг. Восемнадцать стихотворений разных лет (в основном 1902—1904), в которых начальствует символ «змия», были скомпонованы Сологубом в цикл «Змий», вышедший отдельным изданием в качестве шестой книги стихов в марте 1907 года.

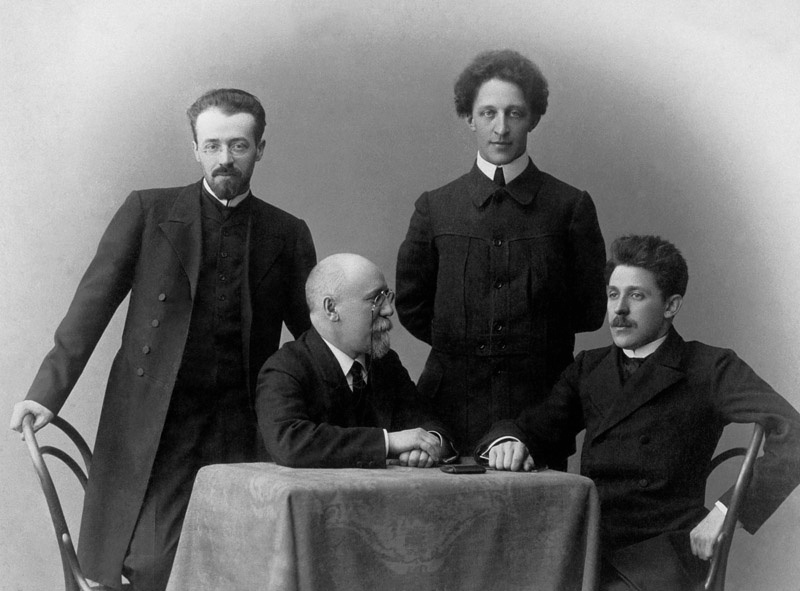
Константин Эрберг, Фёдор Сологуб, Александр Блок, Георгий Чулков (1908)

К середине 1900-х годов литературный кружок, собиравшийся в доме у писателя по воскресеньям ещё в середине 1890-х годов, стал одним из центров литературной жизни Санкт-Петербурга. На воскресеньях у Сологуба велись разговоры исключительно литературные, в начале за столом, затем в хозяйском кабинете, где читались стихи, драмы, рассказы. Среди посетителей «воскресений» Сологуба были З. Гиппиус, Д. Мережковский, Н. Минский, А. Волынский, А. Блок, М. Кузмин, В. Иванов, С. Городецкий, А. Ремизов, К. Чуковский; из Москвы приезжали Андрей Белый, В. Брюсов. Постоянный участник поэтических вечеров Георгий Чулков вспоминал:
Сологуб был важен, беседу вёл внятно и мерно, чуть-чуть улыбаясь. Он любил точность и ясность и умел излагать свои мысли с убедительностью математической. Чем фантастичнее и загадочнее была его внутренняя жизнь, тем логичнее и строже он мыслил. Он в совершенстве владел техникой спора. Самые рискованные парадоксы он блестяще защищал, владея диалектикою, как опытный фехтовальщик шпагою.
 В 1904 году Фёдор Сологуб заключил с «Новостями и Биржевой газетой» договор на постоянное сотрудничество. Оно продолжалось чуть менее года, в течение которого было опубликовано около семидесяти статей, и ещё десятки остались неопубликованными. Круг тем, которых касался Сологуб в своей публицистике, был сформирован как его служебной деятельностью, так и наиболее насущными вопросами времени: школа, дети, русско-японская война, международное положение, революция, права евреев.
В период Первой русской революции 1905—1906 годов большим успехом пользовались политические сказочки Сологуба, печатавшиеся в революционных журналах. «Сказочки» — это особый жанр у Фёдора Сологуба. Первые сказочки («Обидчики», «Ласковый мальчик», «Путешественник камень», «Ворона», «Свечки») были опубликованы в петербургских литературных журналах «Петербургская жизнь» и «Живописное обозрение» в 1898—1899 годах. Следующие были разбросаны по многочисленной литературной периодике вплоть до 1910-х годов. М. М. Павлова замечает, что в общей сложности за 1896—1907 годы Сологуб создал 78 миниатюр: «20 — в 1896 году, 30 — в период 1898—1904 годов, последнюю треть цикла — в 1905—1906 годах». Краткие, с незатейливым и остроумным сюжетом, зачастую красивые стихотворения в прозе, а иногда и отталкивающие своей душной реальностью, они писались для взрослых, хотя Сологуб обильно использовал детскую лексику и приёмы детского сказа. В 1905 году Сологуб собрал часть опубликованных к тому времени сказочек в «Книгу сказок» (изд-во «Гриф»), а писавшиеся тогда же «политические сказочки» были включены в одноимённую книгу, вышедшую осенью 1906 года. Помимо газетных статей и «сказочек» Сологуб отозвался на революцию пятой книгой стихов «Родине». Она вышла в апреле 1906 года. В. Ходасевич писал: «Неверно и то, что будто бы „декадент“ Сологуб увидел и полюбил Россию только после революции. В 1906 году вышла книга его стихов, коротко и выразительно озаглавленная: „Родине“. Тогда же появились и „Политические сказочки“, свидетельницы о том, что „певец порока и мутной мистики“ не чуждался реальнейших вопросов своего века». В 1910 году 74 сказочки вошли в X том собрания сочинений Ф. Сологуба под незатейливым заглавием «Сказочки».

### «Мелкий бес»
Основная статья — Мелкий бес
Летом 1902 года был окончен роман «Мелкий бес». Как сказано в предисловии, роман писался десять лет (1892—1902). Провести роман в печать оказалось нелегко, несколько лет Сологуб обращался в редакции различных журналов, — рукопись читали и возвращали, роман казался «слишком рискованным и странным». Лишь в начале 1905 года роман удалось устроить в журнал «Вопросы жизни», но его публикация оборвалась на 11-м номере (без последних глав) в связи с закрытием журнала, и «Мелкий бес» прошёл незамеченным широкой публикой и критикой. Только когда роман вышел отдельным изданием в марте 1907 года, книга не только получила справедливое признание читателей и стала объектом разбора критиков, но и явилась одной из самых популярных книг России.
В романе изображена душа зловещего учителя-садиста Ардальона Борисыча Передонова на фоне тусклой бессмысленной жизни провинциального города. «Его чувства были тупы, и сознание его было растлевающим и умертвляющим аппаратом, — описывается Передонов в романе. — Всё доходящее до его сознания претворялось в мерзость и грязь. В предметах ему бросались в глаза неисправности, и радовали его. У него не было любимых предметов, как не было любимых людей, — и потому природа могла только в одну сторону действовать на его чувства, только угнетать их». Садизм, зависть и предельный эгоизм довели Передонова до полного бреда и потери реальности. Как и Логина, героя «Тяжёлых снов», Передонова страшит сама жизнь. Его ужас и мрак вырвался наружу и воплотился в невоплотимой «недотыкомке».
Книга была издана в 1926 году в Ленинграде в издательстве «Мысль», автор получил гонорар в 1000 рублей.
В период оттепели, в 1958 году, роман «Мелкий бес» был издан отдельной книгой Кемеровским книжным издательством. То, что произведение Федора Сологуба было напечатано в советское время, является редким исключением.
В 2004 году, к столетию сологубовского романа, «Мелкий бес» вышел в академической серии «Литературные памятники» со всем сводом материалов и комментариев, подготовленных М. М. Павловой.

### Обращение к театру (1907—1912)
Когда революционные события отхлынули, произведения Фёдора Сологуба, наконец, привлекли к себе внимание широкой читательской аудитории, в первую очередь благодаря изданию в марте 1907 года «Мелкого беса». Роман вышел в альманахах издательства «Шиповник», в котором позднее Сологуб стал литературным редактором. К тому времени оставил публицистику и сказочки, сосредоточившись на драматургии и новом романе — «Творимая легенда» («Навьи чары»). Осенью 1907 года Сологуб занялся подготовкой седьмой книги стихов (то были переводы из Верлена), по выходе которой запланировал издание восьмой книги стихов «Пламенный круг», воплотившей весь математический символизм Сологуба.
«Рождённый не в первый раз и уже не первый завершая круг внешних преображений, я спокойно и просто открываю мою душу, — пишет поэт во вступлении к „Пламенному кругу“. — Открываю, — хочу, чтобы интимное стало всемирным». Утверждая связь всех своих исканий и переживаний, Сологуб последовательно определил девять разделов книги. Мотивы книги имеют как бы тройную природу, и развитие их идёт в трёх направлениях: по линии отображения реальности исторической ситуации, по философской и по поэтической линиям. В «Личинах переживаний» поэт предстаёт в разных ипостасях — от нюрнбергского палача до собаки. От поэтического и мифического переходит к «земному заточению», где нет молитв, нет спасению от «погибели чёрной».
Ко времени появления «Пламенного круга» относятся первые крупные критические разборы поэтического творчества Сологуба. Вдумчиво подошли к его поэзии Иванов-Разумник («Фёдор Сологуб», 1908), Иннокентий Анненский, Лев Шестов («Поэзия и проза Фёдора Сологуба», 1909). Брюсов, со свойственной ему педантичностью, обнаруживает, что «в 1 томе сочинений Сологуба на 177 стихотворений более 100 различных метров и построений строф, — отношение, которое найдется вряд ли у кого-либо из современных поэтов». Андрей Белый пришёл к выводу, что из современных поэтов исключительно богаты ритмами только Блок и Сологуб, у них он констатировал «подлинное ритмическое дыхание». Многими отмечено, что поэтический мир Сологуба действует по своим законам, всё в нём взаимосвязано и символически логично. «Сологуб — прихотливый поэт и капризный, хоть нисколько не педант-эрудит, — замечает Анненский. — Как поэт, он может дышать только в своей атмосфере, но самые стихи его кристаллизуются сами, он их не строит». Некоторых критиков сбивало последовательное неизживание образов: то смерть, а затем преображение, потом вновь смерть или сатанизм, раздражало постоянное использование уже заявленных символов. Корней Чуковский видел в этом символизм незыблемости, смертельного покоя. «И не странно ли, что […] у Сологуба заветные его образы — те самые, которые так недавно волновали нас у него на страницах: Альдонса, Дульцинея, румяная бабища, Ойле, „чары“, „творимая легенда“ — всё это стало теперь у него почему-то обиходными, готовыми, заученными словами, — так сказать, консервами былых вдохновений».
Лев Шестов попытался взглянуть на творчество Сологуба с другой стороны. «Если теперь, — писал он, — Сологуб говорит, что он не хочет ни воскресения, ни рая, — можно ли быть уверенным, что он завтра повторит то же своё утверждение или, быть может, он завтра всей душой устремится именно к воскресению и к раю и не захочет ничего из прошлого предать забвению?.. Но всё же преобладает в Сологубе одна мысль: он знает, что там, где большинство людей находят своё, для него ничего нет. Жизнь кажется ему грубой, пошлой, лубочной. Он хочет переделать её на свой лад — вытравить из неё всё яркое, сильное, красочное. У него вкус к тихому, беззвучному, тусклому. Он боится того, что все любят, любит то, чего все боятся. Он моментами напоминает Бодлера, который предпочитал накрашенное и набелённое лицо живому румянцу и любил искусственные цветы.»
В творчестве Сологуба 1907—1912 гг. драматургии отведено было преобладающее место. Его драмы в большей степени чем художественная проза находились под влиянием его философских воззрений, и первым драматическим опытом стала мистерия «Литургия Мне» (1906). Любовь, объединённая со смертью, творит чудо в ранней пьесе Сологуба «Дар мудрых пчёл» (1906), написанной по мотивам античного мифа о Лаодамии и Протесилае (несколько ранее аналогичный сюжет был использован И. Анненским). В трагедии «Победа Смерти» (1907) любовь используется как инструмент «волшебной» воли (Сологуб взял за основу легенду о происхождении Карла Великого). В черновом варианте трагедия носила название «Победа Любви», — в изменении полюсов противоположностей Сологуб видел отнюдь не обострение антагонизма, а внутреннюю тождественность, и нередко менялись полюса в его произведениях («Любовь и Смерть — одно», — звучат финальные слова в пьесе). Эта тождественность противоположностей была в полной мере воспроизведена в гротескной пьесе «Ванька-ключник и паж Жеан» (1908; премьера в Театре Комиссаржевской в постановке Н. Н. Евреинова). Схожим образом для сцены была переработана другая русская народная сказка — «Ночные пляски». Премьера пьесы в постановке Евреинова состоялась 9 марта 1909 года в Литейном театре Санкт-Петербурга; роли исполнили не профессиональные актёры, а поэты, писатели и художники: С. М. Городецкий, Л. С. Бакст, И. Я. Билибин, М. Волошин, Б. М. Кустодиев, А. М. Ремизов, Н. Гумилёв, М. Кузмин и др. В последующих драматических работах преобладали сюжеты из современной жизни. В целом, драмы Сологуба шли в театрах редко, и в большинстве своём то были малоуспешные постановки.

Сологуб как теоретик театра разделял идеи Вяч. Иванова, В. Э. Мейерхольда и Н. Евреинова («переносить самого зрителя на сцену» определил Евреинов задачей монодрамы в брошюре «Введение в монодраму»). В развёрнутом виде свои взгляды на театр Сологуб изложил в эссе «Театр одной воли» (1908) и заметке «Вечер Гофмансталя. Письмо из Петербурга» (1907). С 1912 года Сологуб активно сотрудничает с еженедельником «Театр и искусство», редактируемого А. Р. Кугелем: в 1912 году за подписью Сологуба в еженедельнике было опубликовано пять этюдов: «Нечто вроде театра. (О театрах миниатюр)» (№ 41), «Нет пьес» (№ 43), «Заказной быт» (№ 45), «Дрессированный пляс» (№ 48), «Нетленное племя» (№ 51); в 1913 году — «Очарование взоров. (Айседора Дункан)» (№ 4), «Приземистые судят» (№ 7); в 1914 году — «Театр кроликов» (№ 51), «Тень трагедии» (№ 48); в 1915 году — «Эстетика мечты» (№ 5), «Правда искусства» (№ 16); в 1916 году — «Мечтатель о театре» (№ 1), «Души городов» (№ 14); в 1917 году — «Театр-храм» (№ 3), «Охрана искусств» (№ 16).

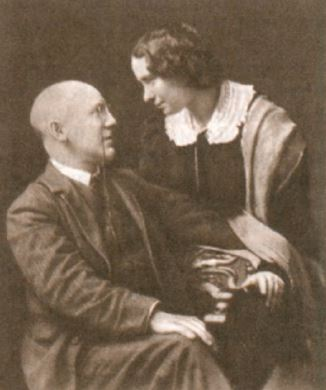
Фёдор Сологуб и Анастасия Чеботаревская (1910)

В 1908 году Сологуб женился на переводчице Анастасии Чеботаревской. Близко восприняв творчество Сологуба, Чеботаревская не ограничилась статьями о писателе, а стала также вникать во все литературные связи мужа, стараясь укрепить их, стала, можно сказать, его литературным агентом. В 1910 году Сологуб с Чеботаревской переезжают в дом 31 по Разъезжей улице, где стараниями Чеботаревской был устроен настоящий салон, в котором, по выражению К. Эрберга, «собирался почти весь тогдашний театральный, художественный и литературный Петербург». В салоне на Разъезжей устраивались специальные вечера в честь новых интересных поэтов, — были вечера Анны Ахматовой, Сергея Есенина, Игоря Северянина.
В начале 1910-х годов Фёдор Сологуб заинтересовался футуризмом. В 1912 году Сологуб, главным образом через Чеботаревскую, сближается с группой петербургских эгофутуристов (Иван Игнатьев, Василиск Гнедов и др.). Лирика Сологуба была созвучна идеям эгофутуризма, и Сологуб и Чеботаревская с интересом принимали участие в альманахах эгофутуристических издательств «Очарованный странник» Виктора Ховина и «Петербургский глашатай» Игнатьева. Через последнего Сологуб в октябре 1912 года познакомился с автором сильно заинтересовавших его стихов — 25-летним поэтом Игорем Северяниным, и вскоре после этого устроил ему вечер в своём салоне.

### «Творимая легенда»
Эстетические искания Сологуба, последовательно обоснованные в эссе «Я. Книга совершенного самоутверждения» (1906), «Человек человеку — дьявол» (1906) и «Демоны поэтов» (1907), составились, наконец, в богатую символику «творимой легенды».
В статье «Демоны поэтов» и предисловии к переводам Поля Верлена Фёдор Сологуб вскрывает два полюса, определяющих всю поэзию: «лирический» и «иронический» (Сологуб придаёт лирике и иронии своё значение, употребляемое только в его контексте: лирика уводит человека от постылой действительности, ирония его с ней примиряет). Для иллюстрации своего понимания поэтического творчества Сологуб берёт сервантесского Дон-Кихота и его идеал — Дульцинею Тобосскую (всем видимую как крестьянку Альдонсу). К этому дуалистическому символу писатель будет неоднократно обращаться на протяжении последующих нескольких лет в публицистике и драматургии. Реальное, живое воплощение этой мечты Дон-Кихота Сологуб видел в искусстве американской танцовщицы Айседоры Дункан.
В беллетризованной форме свои идеи Сологуб выразил в романе-трилогии «Творимая легенда» (1905—1913). Изначально, задуманный им цикл романов назывался «Навьи чары», и первая часть называлась «Творимая легенда» (1906), за нею следовали «Капли крови», «Королева Ортруда» и «Дым и пепел» (в двух частях), — все они были опубликованы 1907—1913 годах. Затем Сологуб отказался от столь декадентского названия в пользу «Творимой легенды», что более соответствовало идее романа. Окончательная редакция «Творимой легенды», уже как трилогии, была помещена в XVIII—XX томах Собрания сочинений издательства «Сирин» (1914); годом ранее роман был издан в Германии на немецком. Роман вызвал недоумение критиков.
В следующем романе Фёдора Сологуба «Слаще яда» (1912), напротив, никакой мистики не было. Это была драма о любви мещанской девушки Шани и юного дворянина Евгения. «Творимая легенда» оборачивается полуфарсом, полутрагедией, Сологуб показывает горчайшую иронию подвига преображения жизни. Роман писался следом за «Творимой легендой», хотя был задуман много ранее.

### Турне по России в 1913—1917 годах
На фоне повышенного интереса общества к новому искусству и к сочинениям автора «Творимой легенды», в частности, Фёдор Сологуб задумал серию поездок по стране с чтением стихов и лекции о новом искусстве, пропагандировавшей принципы символизма. После основательной подготовки и премьеры лекции «Искусство наших дней» 1 марта 1913 года в Санкт-Петербурге Сологубы вместе Игорем Северяниным выехали в турне. Более месяца продолжалась их поездка по российским городам (от Вильны до Симферополя и Тифлиса).
Основные тезисы лекции «Искусство наших дней» были составлены Чеботаревской, прилежно организовавшей credo сологубовской эстетики по его статьям. При этом были учтены предшествующие работы Д. С. Мережковского, Н. Минского, В. И. Иванова, А. Белого, К. Д. Бальмонта и В. Я. Брюсова. Сологуб развивает мысль о соотношении искусства и жизни. По нему, подлинное искусство влияет на жизнь, заставляет человека смотреть на жизнь уже пережитыми образами, но оно же и побуждает к действию. Без искусства жизнь становится лишь бытом, с искусством же начинается преобразование самой жизни, то есть творчество. А оно, если искренно, всегда будет этически оправданным, — таким образом мораль ставится в зависимость эстетики.
После первых выступлений оказалось, что лекции Сологуба на слух принимались не очень успешно, несмотря на аншлаг во многих городах. Обзоры выступлений в прессе также были двузначными: кто-то не принимал воззрений Сологуба совершенно, кто-то писал о них как о красивом вымысле, и каждый укорял лектора в его нежелании хоть как-то установить контакт с публикой. А чтение стихов Игорем Северяниным, завершавшим лекции Сологуба в первом турне, вообще рассматривалось обозревателями, как намеренное издевательство над литературой и слушателями. «Сологуб, — писал Владимир Гиппиус, — решил своей лекцией высказать исповедание символизма… и произнёс суровую и мрачную речь… Глубока пропасть между этим невесёлым человеком и молодостью, — неуверенно, или равнодушно, рукоплескавшей ему.» Сологубу, внимательно отслеживавшему в прессе все замечания о себе, были известны такие оценки лекции, но менять что-либо в характере выступлений не пытался. Турне были возобновлены и продолжились вплоть до весны 1914 года, завершившись серией лекций в Берлине и Париже.
Успех лекций подтолкнул Фёдора Сологуба расширить свою культуртрегерскую деятельность, результатом чего стало основание своего собственного журнала «Дневники писателей» и общества «Искусство для всех». Сологуб также принимал участие в созданном совместно с Леонидом Андреевым и Максимом Горьким «Российском Обществе по изучению еврейской жизни». Еврейский вопрос всегда интересовал писателя: ещё в статьях 1905 года Сологуб призывал к искоренению всякого официального антисемитизма, а в 1908 году Сологубом был начат роман «Подменённый» (не завершён) — на тему взаимоотношений евреев и рыцарей в средневековой Германии. Зимой 1915 года Сологуб от имени Общества ездил на встречу с Григорием Распутиным, дабы узнать о его отношении к евреям (почему тот превратился из антисемита в сторонника еврейского полноправия). Одним из плодов «Общества по изучению еврейской жизни» стал сборник «Щит» (1915), в котором были опубликованы статьи Сологуба по еврейскому вопросу.
Первую мировую войну Фёдор Сологуб воспринял как роковое знамение, могущее принести множество поучительных, полезных плодов для российского общества, как средство пробуждения в русском народе сознания нации. Однако к 1917 году Сологуб разуверился в таком мистическом свойстве войны для России, убедившись, что никакого духа в этой войне нет в обществе. Проследить отношение писателя к войне и различным общественным вопросам можно по статьям, которые Сологуб еженедельно публиковал в «Биржевых ведомостях».
Пафос военной публицистики Сологуба лёг в основу лекции «Россия в мечтах и ожиданиях», с которой Сологуб в 1915—1917 гг. объездил всю Российскую империю, от Витебска до Иркутска. Как и предыдущая, «Искусство наших дней», новая лекция вызывала прямо противоположные реакции. В провинциальной прессе вновь преобладали прохладные оценки выступлений. Нередко лекции запрещались. Но большинство выступлений прошли с успехом, и как всегда, особенно чутка была молодёжь.
Кроме того, на войну поэт также откликнулся книгой стихов «Война» (1915) и сборником рассказов «Ярый год» (1916), которые получили крайне вялые рецензии в прессе. Стихи и рассказы были призваны поддержать дух и укрепить надежду на победу, однако их содержание вышло искусственным, нередко окрашенным сентиментальностью, столь несвойственной Фёдору Сологубу.

### Годы революции (1917—1921)
Февральская революция, обрушившая монархию и создавшая предпосылки для демократического преобразования Российской империи, Фёдором Сологубом была встречена с воодушевлением и большими надеждами. Его, как и остальных деятелей культуры, волновало, что будет с искусством в новой ситуации, кто его будет курировать и от чьего имени. Так, 12 марта 1917 года образовался Союз деятелей искусства, живейшее участие в работе которого принял Фёдор Сологуб. Однако вскоре Союз деятелей искусства сосредоточился на борьбе за влияние в кабинете создававшегося министерства искусств, против наличия которого особенно выступал Сологуб.
С лета 1917 года газетные статьи Сологуба принимают откровенно антибольшевистский характер. Если раньше Сологуб и входил в отношения с большевиками, то с позиции «общего врага» (царизма), кроме того, нельзя забывать, что Анастасия Чеботаревская была деятельно связана с революционной средой (один её брат был казнён, другой сослан, а сестра была родственницей Луначарского). Этим и объясняются контакты Сологубов с левыми (особенно за границей, где в 1911—1914 гг. Сологуб встречался с Троцким, Луначарским и др.), давал концерты в пользу ссыльных большевиков.
Вернувшись в конце августа с дачи в Петроград, Сологуб продолжил работу в Союзе деятелей искусства, в котором возглавлял литературную курию, — принимая участие в подготовке созыва Собора деятелей искусства. В то же время Сологуб в своей публицистике передавал своё предчувствие беды, пытаясь возбудить гражданские чувства соотечественников, особенно власть имущих (чуть позже Сологуб признает, что ошибся в Керенском и в генерале Корнилове: первый, по его словам, оказался «болтуном, проговорившим Россию», последний же был «прямым честным человеком»).
Ставшие редкими статьи и выступления Сологуба после Октябрьской революции были посвящены свободе слова, а также целости и неприкосновенности Учредительного собрания в виду угрозы его разгона. Сологуб с безоговорочной враждебностью отнёсся к большевистскому перевороту и последующему разбою. Всю зиму и весну 1918 года Сологуб пользовался любой возможностью опубликовать «просветительные» статьи, направленные против отмены авторского права, ликвидации Академии художеств и уничтожения памятников. В 1918 году в журнале «Русская мысль» за подписью Сологуба была опубликована итоговая работа «Наблюдения и мечты о театре», название которой в рукописи содержала также подзаголовок «Неприятие трагедии». Эта работа фактически составлена из отдельных фрагментов ранее опубликованных этюдов —" Тень трагедии", «Мечтатель о театре», «Эстетика мечты», «Театр кроликов», отчасти «Нет пьес», «Театр — храм», «Охрана искусств».
«Пайки, дрова, стояние в селёдочных коридорах… Видимо, всё это давалось ему труднее, чем кому-либо другому. Это было ведь время, когда мы, литераторы, учёные, все превратились в лекторов, и денежную единицу заменял паёк. Сологуб лекций не читал, жил на продажу вещей», — вспоминал о жизни в ту эпоху Л. М. Клейнборт. Так или иначе, пайки, которые эти организации выдавали признанным «законом» литераторам, были недостаточны, и в условиях абсолютной невозможности издаваться Сологуб сам стал делать книжки своих стихов и распространять их через Книжную лавку писателей. Обычно от руки писались 5—7 экземпляров книги и продавались по семь тысяч рублей.
Эта невозможность существования в конце концов побудила Фёдора Сологуба, принципиально бывшего против эмиграции, обратиться в декабре 1919 года в советское правительство за разрешением выехать. Но за сим ничего не последовало. Через полгода Сологуб написал новое прошение, на этот раз адресованное лично Ленину. Тогда, помимо Сологуба, вопрос с отъездом за границу решался с Блоком, тяжёлая болезнь которого не поддавалась никакому лечению в России. Рассмотрения по делам Сологуба и Блока затягивались. В середине июля 1921 года Сологуб наконец получил положительное письмо Троцкого, но отъезд опять сорвался. В конце концов разрешение-таки было получено, и отъезд в Ревель был запланирован на 25 сентября 1921 года. Однако томительное ожидание, прерываемое неисполняемыми обещаниями, надломило психику жены Сологуба, предрасположенной к сумасшествию. Именно в это время у неё случился приступ болезни. Вечером 23 сентября 1921 года, воспользовавшись недосмотром прислуги и отсутствием Сологуба, ушедшего для неё за бромом, Чеботаревская отправилась к сестре на Петроградскую сторону. Однако, не дойдя буквально нескольких метров до её дома, бросилась с Тучкова моста в реку Ждановку. Смерть жены для Фёдора Сологуба обернулась непосильным горем, которое писатель не изжил до конца своих дней. К её памяти Сологуб будет постоянно обращаться в творчестве в оставшиеся годы. После смерти жены Сологуб уже не захотел уезжать из России.

### Последние годы (1921—1927)

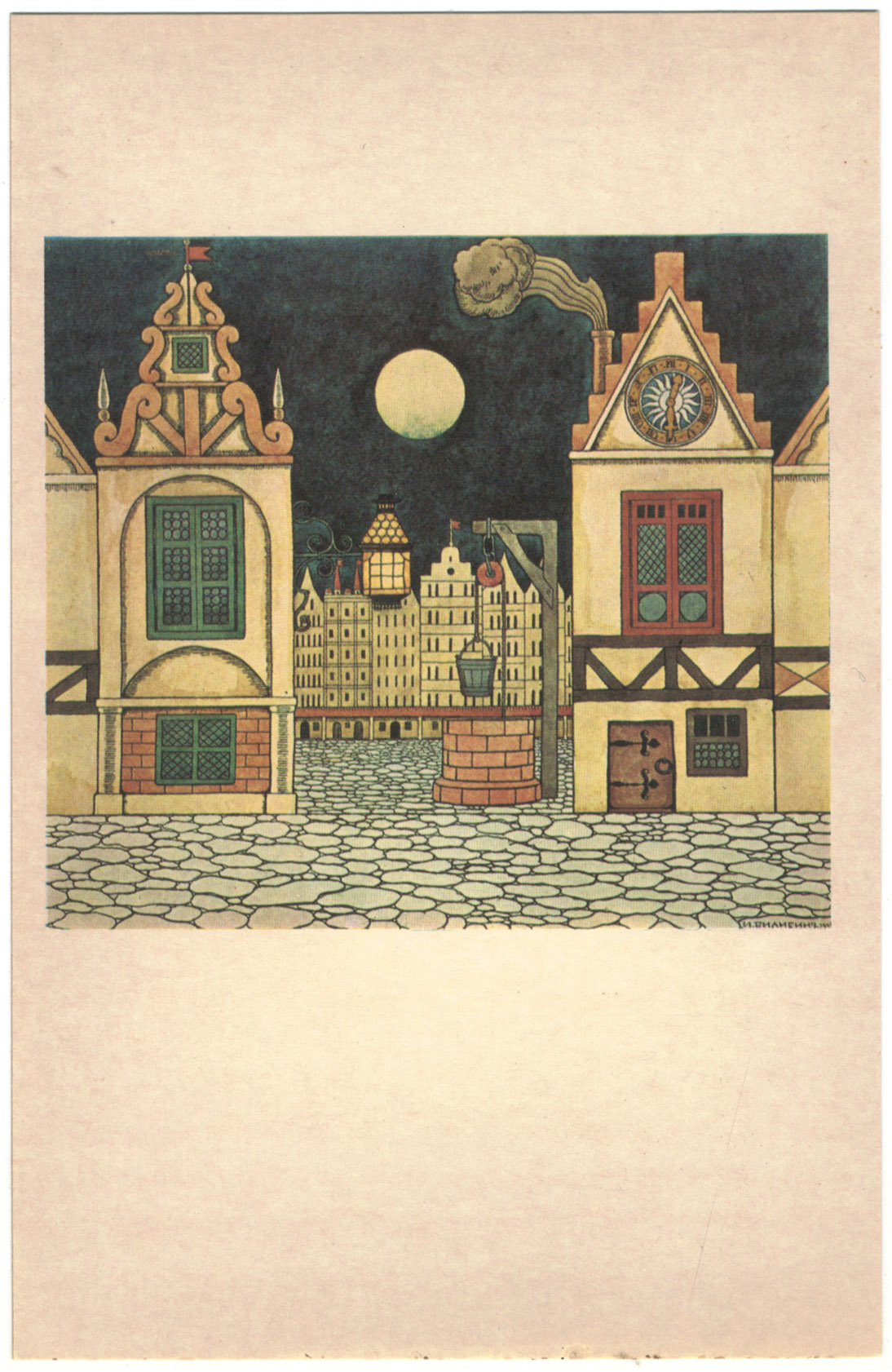
Иллюстрация И. Я. Билибина

В середине 1921 года советское правительство издало несколько декретов, ознаменовавших начало эры новой экономической политики, после чего ожила издательская и типографская деятельность, восстановились заграничные связи. Тогда же появляются новые книги Фёдора Сологуба: сначала в Германии и Эстонии, а затем и в Советской России.
Первой из этих книг Сологуба явился роман «Заклинательница змей», изданный в начале лета 1921 году в Берлине. Роман с перерывами писался в период с 1911 по 1918 г. и стал последним в творчестве писателя. Наследуя реалистическое и ровное повествование предыдущего романа, «Слаще яда», «Заклинательница змей» получилась странно далёкой от всего того, что прежде писал Сологуб. Сюжет романа свёлся к нехитрым феодальным отношениям бар и рабочих, разворачивавшимся на живописных волжских просторах.
Первая послереволюционная книга стихов «Небо голубое» вышла в сентябре 1921 года в Эстонии (куда в то время пытались выехать Сологубы). В «Небо голубое» Сологуб отобрал неопубликованные стихи 1916—1921 гг. В том же издательстве вышел последний сборник рассказов Сологуба — «Сочтённые дни».
С конца 1921 года книги Сологуба начинают издаваться и в Советской России: выходят поэтические сборники «Фимиамы» (1921), «Одна любовь» (1921), «Костёр дорожный» (1922), «Соборный благовест» (1922), «Чародейная чаша» (1922), роман «Заклинательница змей» (1921), отдельное иллюстрированное издание новеллы «Царица поцелуев» (1921), переводы (Оноре де Бальзак, Поль Верлен, Генрих фон Клейст). Новые книги стихов определяли те же настроения, намеченные в «Небе голубом». Наравне с преобладавшими стихотворениями последних лет были помещены и написанные несколько десятилетий тому назад. Своею цельностью особенно выделялся сборник «Чародейная чаша».
Фёдор Сологуб остался в СССР и продолжал плодотворно трудиться, много писал — но всё «в стол»: его не печатали. Чтобы продолжать активную литературную деятельность в таких условиях, Сологуб с головой ушёл в работу петроградского, с 1924 г. ленинградского Союза писателей (в январе 1926 г. Сологуб был избран председателем Союза). Деятельность в Союзе писателей, заполнив всё его время, позволила Сологубу преодолеть одиночество и расширить круг общения: ведь к тому времени почти все бывшие крупные писатели и поэты дореволюционной России, к среде которых принадлежал Сологуб, оказались за границей.
Последним большим общественным событием в жизни Фёдора Сологуба стало празднование его юбилея — сорокалетие литературной деятельности, отмеченное 11 февраля 1924 г.. Чествование, организованное друзьями писателя, проходило в зале Александринского театра. На сцене с речами выступили Е. Замятин, М. Кузмин, Андрей Белый, О. Мандельштам; среди организаторов торжества — А. Ахматова, Аким Волынский, В. Рождественский. Как отмечал один из гостей, всё проходило так великолепно, «как будто все забыли, что живут при советской власти». Это торжество парадоксально оказалось прощанием русской литературы с Фёдором Сологубом: никто из тогдашних поздравителей, равно как и сам поэт, не предполагал, что после праздника больше не выйдет ни одной его новой книги. Была надежда на переводы, которыми Сологуб активно занялся в 1923—1924 гг., однако большинство из них не увидело свет при жизни Сологуба.
В середине 1920-х гг. Сологуб вернулся к публичным выступлениям с чтением стихов. Как правило, они проходили в форме «вечеров писателей», где наряду с Ф. Сологубом выступали А. Ахматова, Е. Замятин, А. Н. Толстой, М. Зощенко, В. Рождественский, К. Федин, К. Вагинов и другие. Новые стихи Сологуба только и можно было услышать из уст автора с петроградских и детскосельских эстрад (летние месяцы 1924—1927 гг. Сологуб проводил в Детском Селе), так как в печати они не появлялись. Тогда же, в начале 1925 и весной 1926 г., Сологуб написал около дюжины антисоветских басен, которые читались лишь в узком кругу. По свидетельству Р. В. Иванова-Разумника, «Сологуб до конца дней своих люто ненавидел советскую власть, а большевиков не называл иначе, как „туполобые“». В качестве внутренней оппозиции режиму (особенно после того, как вопрос с эмиграцией отпал) был отказ от нового правописания и нового стиля летосчисления в творчестве и личной переписке. Мало надеясь на появление в свет своих книг, Сологуб тем не менее сам, незадолго до смерти, составил два сборника из стихотворений 1925—1927 гг. — «Атолл» и «Грумант».
В мае 1927 г., в разгар работы над романом в стихах «Григорий Казарин», Фёдор Сологуб серьёзно заболел. Болен он был давно, но болезнь более-менее удавалось подавить. Теперь же осложнение оказалось неизлечимым. С лета писатель уже почти не вставал с постели. Осенью началось обострение болезни. Последние стихотворения поэта помечены 1 октября 1927 года.
Скончался Фёдор Сологуб 5 декабря 1927 г. в 10 ч. 30 мин. утра. Смерть наступила от миокардита, осложнённого атеросклерозом и воспалением лёгких. Похоронен на Смоленском православном кладбище рядом с могилой А. Н. Чеботаревской.
Место захоронения Ф. К. Сологуба обозначено мраморной плитой с надписью: «Писатель Фёдор Кузьмич Сологуб / Тетерников / 1863—1927».

### Романы (по датам публикации)
- 1896 — Тяжёлые сны. — Санкт-Петербург: типо-лит. А. Е. Ландау, 1896. — 310, II с.
- 1905 — Мелкий бес
- 1907—1914 — Творимая легенда
- 1912 — Слаще яда
- 1921 — Заклинательница змей. — Берлин: Слово, 1921. — 313, [1] с.

### Рассказы (отдельные издания)
- 1896 — Рассказы и стихи. — Санкт-Петербург: тип. М. Меркушева, 1896. — 188, III с.
- 1896 — Тени
- 1904 — Жало Смерти
- 1905 — Книга сказок. — Москва: Гриф, 1905. — [88] с.
- 1906 — Политические сказочки. — Санкт-Петербург: Шиповник, 1906. — 50, [1] с.
- 1907 — Истлевающие личины: Книга рассказов Федора Сологуба. — Москва: Гриф, 1907. — 108, [1] с.
- 1908 — Книга разлук: Рассказы. — Санкт-Петербург: Шиповник, 1908. — 195 с.
- 1909 — Книга очарований: [Новеллы и легенды]. — [Санкт-Петербург: Шиповник, 1909. — 195, [4] с.
- 1916 — Ярый год: Рассказы. — Москва: Московское кн-во, 1916. — 213, [2] с.
- 1917 — Алая лента: [Красногубая гостья] [Рассказы]. — Петроград: Петрогр. кн-во, 1917. — 54 с. — (Маленькая библиотека)
- 1918 — Слепая бабочка. — [Москва]: Московское книгоиздательство, 1918. — 126 с.
- 1918 — Помнишь, не забудешь и другие разсказы. — Москва: Творчество, 1918. — 61, [3] с. — (Художественная библиотека «Творчество», № 4).
- 1921 — Сочтённые дни [и другие рассказы]. — Ревель: Изд-во «Библиофил», 1921. — 94, с.

### Стихотворения (отдельные издания)
- 1896 — Стихи: Кн. первая. — Санкт-Петербург: [скл. изд. у авт.], 1896. — 78 с.
- 1896 — Стихи. Книга вторая
- 1904 — Собрание стихов. Книги III и IV: 1897—1903 гг. — Москва: Скорпион, 1904. — [4], 188 с.
- 1906 — Родине: Стихи. Кн. пятая. — Санкт-Петербург: тип. Г. Шахт и К°, 1906. — 32, [2] с.
- 1907 — Змий: Стихи. Кн. 6. — Санкт-Петербург: Г. Шахт и К°, 1907. — 30 с.
- 1907 — Истлевающие личины: Книга рассказов Фёдора Сологуба. — Москва: Гриф, 1907. — 108, [1] с.
- 1908 — Поль Верлен. Стихи, избранные и переведённые Фёдором Сологубом: Седьмая книга стихов;
- 1908 — Пламенный круг. Стихи. Книга восьмая.— Москва: журн. «Золотое руно», 1908. — 208 с.
- 1914 — Очарование земли. Стихи 1913 года. — СПб.: Изд. «Сирин», 1914. — [6], 276 с.
- 1915 — Война. — Петроград: журн. «Отечество», 1915. — 42, [3] с.
- 1917 — Алый мак: Книга стихов. — [Москва]: Моск. кн-во, 1917. — 230, III с.
- 1921 — Небо голубое. — Ревель: Библиофил, [1921]. — 87 с.
- 1921 — Одна любовь. Стихи. — Петроград:. 25-я Государственная типография, 1921. — 58 с.
- 1921 — Соборный благовест: [Стихи]. — Петербург: [Эпоха], 1921. — 40, [2] с.
- 1921 — Фимиамы. — Петербург: Тип. Гершунина, 1921. — 105, [5] с.
- 1922 — Костёр дорожный; Свирель;
- 1922 — Пламенный круг: Стихи. — Берлин; Петербург; З. И. Гржебин, 1922. — 203 с.
- 1922 — Чародейная чаша. —- Петербург: Эпоха, 1922. — 46, [1] с.
- 1923 — Великий благовест. — М. — П.: Гос. издательство, 1923. — 70 с.

### Повести
- 1923 — Барышня Лиза. — Москва; Берлин: Геликон, 1923. — 136, [1] с.

### Пьесы
- 1906 — Литургия мне: Мистерия Фёдора Сологуба. — М.: тип. О-ва распростр. полезн. кн., 1907. — 36, [1] с.
- 1906 — Дар мудрых пчёл
- 1907 — Победа Смерти: Трагедия в 3 д. с прологом. — Санкт-Петербург: «Факелы» Д. К. Тихомирова, 1908. — 60, [8] с.
- 1907 — «Любви»; «Ванька Ключник и Паж Жеан»
- 1908 — «Ночные пляски»
- 1909 — Ванька ключник и паж Жеан: Драма в 12 двойных сценах Федора Сологуба / Муз. В. А. Сенилова. — Санкт-Петербург: журн. «Театр и искусство», ценз. 1909. — 31 с.
- 1909 — «Мелкий бес»: Драма в 5 д. (6 карт.) . — Санкт-Петербург: лит. Екатерингоф. печ. дело, ценз. 1909. — 98 с.
- 1910 — «Заложники жизни»
- 1912 — «Мечта-победительница»;
- 1912 — «Война и мир»: Картины из романа Л. Н. Толстого, избр. и приспособл. для сцены Федором Сологубом. — Санкт-Петербург: Журн. «Театр и искусство», [1912]. — 80 с.
- 1914 — Любовь над безднами: Драма в 4 д. — Санкт-Петербург: журн. «Театр и искусство», [1914]. — 42 с.
- 1914 — Проводы: Драм. этюд в 1 д. — Петроград: журн. «Театр и искусство», ценз. 1914. — 9 с.
- 1915 — Камень, брошенный в воду (Семья Воронцовых): Драм. сцены в 4 д. / Федор Сологуб и Анс. Чеботаревская. — Петроград: журн. «Театр и искусство», [1915?]. — 41 с.
- 1916 — «Узор из роз»
- 1917 — «Любовь и верность»
- Дар мудрых пчел. Трагедия. 1918

### Собрания сочинений
- 1909—1911 — Собрание сочинений в 12 томах. — Санкт-Петербург : Шиповник.
- 1913—1914 — Собрание сочинений в 20 томах
- 2000—2003 — Собрание сочинений в 6 томах
- 2001—2003 — Собрание стихотворений в 8 томах

Отдельные тома
- Т. 1.
- Т. 2.
- Т. 3.
- Т. 4.
- Т. 5.
- Т.7.
- Т. 8.
- Т. 9.
- Т. 10.
- Т. 11.
- Т. 12.

## Экранизации
- 1916 — «Слаще яда»
- 1992 — «Свет и тени» (короткометражный), режиссёр: Любовь Осипова (Россия)
- 1995 — «Мелкий бес», режиссёр: Николай Досталь (Россия)
- 2007 — «Кирпич и плакса», короткометражный документальный фильм из цикла «Больше, чем любовь», режиссёр: Е. Румянцева

### В музыке
- Романс С. В. Рахманинова на стихи Ф. Сологуба «Сон» (из сборника «Шесть стихотворений»), соч. 38 № 5 (1916 г.) /«В мире нет ничего вожделеннее сна…»/. Посвящён (как и весь сборник романсов op. 38) певице Нине Павловне Кошиц.
- В 1978 году композитор Георгий Свиридов создал хоровой цикл «Гимн России» на слова Фёдора Сологуба[34].
- Композитор Татьяна Смирнова (1940—2018) написала вокальный цикл в семи частях на стихи Фёдора Сологуба «Кто же ты, чаровница моя?», соч. 74, 1990 г.

## Память
- Имя Фёдора Сологуба носят улицы в Москве и Вытегре.